# Военная кампания Эфиопии в Огадене
Военная кампания Эфиопии в Огадене в 2007—2008 годов — серия операций Вооружённых сил Эфиопии против Фронта национального освобождения Огадена (ФНОО). Контрпартизанская кампания началась после того, как сепаратисты убили 74 человек во время нападения на китайский нефтеразведывательный комплекс в апреле 2007 года.
Основные военные операции прошли в городах Дэгэх-Бур, Кебри-Дахар, Вердер и Шилаво и их окрестностях.
По данным Human Rights Watch (HRW), за эфиопскими военными зафиксированы различные нарушения прав человека.

## Предыстория
Сомалийский регион Эфиопии, большую часть которого составляет Огаден, является местом давнего вооружённого конфликта низкой интенсивности между правительством Эфиопии и местными сепаратистами. Многие члены группировки ФНОО, сформированной в 1984 году, поддержали Сомали в войне за Огаден в 1970-х годах. Цели организации менялись с течением времени, начиная от получения независимости до присоединения к «Великому Сомали» или же расширение автономии в составе Эфиопии.
24 апреля 2007 года бойцы группировки совершили нападение на нефтеразведочный комплекс в Аболе, принадлежавший одной из китайский компаний, во время чего 81 сотрудник убит. Данный инцидент побудил власти провести масштабную контпартизанскую операцию.

## Кампания
21 октября 2007 года ФНОО заявил, что военнослужащие убили 250 его бойцов во время боя у города Вердер. Не было никакого подтверждения нападения ни со стороны правительства Эфиопии, ни из независимых источников. 4 ноября группировка утверждала, что в столкновениях между 26 октября и 1 ноября было убито до 270 эфиопских солдат. Однако и об этих боях не было никаких упоминаний у Эфиопии.
16 ноября эфиопская армия выпустила заявление об ликвидации 100 боевиков в течение последнего месяца и пленении ещё сотни. 18 ноября ФНОО сообщил, что эфиопские ВВС подвергли бомбардировке деревни и кочевые поселения, в результате чего погибло около десятка мирных жителей. Представитель группировки также заявил, что некоторые сепаратисты получили ранения в результате воздушных налётов, хотя авиация наносила удары по мирным поселениям и домашнему скоту. Правительство Эфиопии опровергло эти сообщения 20 ноября. 28 ноября жители Огадена рассказали о продолжающихся злоупотреблениях со стороны военных. Представитель ООН Джон Холмс назвал гуманитарную ситуацию в Огадене „потенциально серьёзной“, но ещё не катастрофической. Премьер-министр Мелес Зенауи заявил, что нарушения прав человека и гуманитарный кризис „Не существовали. Не существует. Не будут существовать“.
В январе 2009 года эфиопские силы безопасности в городе Данан убили начальника отдела внешних связей ФНОО Мохаммеда Сирада, когда он встречался с другими членами группировки. По сообщениям, это привело к разделению организации на две фракции: одна группа была связана с действующим председателем ФНОО Мохаммедом Омаром Османом, а другая во главе с высокопоставленным лидером Абдивали Хуссейном Гасом, который назначил Салахудина Мау новым председателем группировки, и заявил, что он „привлечёт Мохаммеда Омара Османа к суду“.

## Нарушения прав человека
По данным ряда гуманитарных организаций, военная кампания Эфиопии вызвала серьёзный гуманитарный кризис.
По данным HRW, гражданские лица в крае оказались в ловушке между противоборствующими сторонами. Десятки мирных жителей были убиты, что, по-видимому, было преднамеренной попыткой осуществить коллективное наказание гражданского населения за сочувствии к боевикам.
Беженцы, спасающиеся от репрессий, рассказывали истории о том, как армией якобы уничтожались целые деревни. Всё это сопровождалось убийствами, грабежом и изнасилованиями. В октябре 2007 года The Independent сообщила, что ситуация в Огадене начала отражать конфликт в Дарфуре, когда беженцы заявили, что правительственные войска сжигали деревни, насиловали и убивали мирных жителей. Ранее в этом месяце Хьюман Райтс Вотч рассказала Подкомитету по иностранным делам Палаты представителей по Африке и глобальному здравоохранению, что «Огаден — это не Дарфур. Но ситуация в Огадене идёт по пугающе знакомой схеме», признавая, что «Эфиопия имеет серьёзные внутренние и региональные проблемы безопасности». Кроме того, директор HRW по защите прав человека назвал Огадена «мини-Дарфуром».
Также несколько эфиопских беженцев и международные организации сообщили в декабре 2007 года, что эфиопские военные, испытывая напряжение в связи с их развёртыванием в Сомали, вынуждали местных гражданских лиц (включая государственных служащих и работников здравоохранения) сражаться вместе с войсками против боевиков. Согласно тем же сообщениям, эти недостаточно оснащённые и плохо обученные ополченцы понесли тяжёлые потери в нескольких боях. Один западный сотрудник по оказанию помощи сказал, что солдаты ворвались в больницы, чтобы призвать новобранцев, и угрожали заключить в тюрьму медиков, если они не выполнят приказ.
Эфиопские официальные лица отвергли обвинения, утверждая, что местные племена охотно формируют группы защиты против ФНОО. Несколько должностных лиц Организации Объединённых Наций и западных дипломатов заявили, что обсуждали милицейскую программу на закрытых заседаниях, но утверждали, что не могут публично комментировать, опасаясь спровоцировать гнев правительства Эфиопии, что может привести к приостановке гуманитарных усилий в крае.

## Деятельность гуманитарных организаций
Большая часть региона были недоступны внешним агентствам, поскольку эфиопские войска пытались подавить мятеж.
6 ноября Управление ООН по координации гуманитарных вопросов объявило об открытии пункта помощи в регионе Огаден. США также призвали провести независимое расследование утверждений о нарушениях прав человека эфиопскими силами в регионе. «Врачи без границ» вошли в число 12 организаций, получивших разрешение на работу в Огадене, в то время как Международному Красному Кресту по-прежнему запрещали действовать в крае.